# Laryssa Dias
Laryssa Dias (São Paulo, 15 de janeiro de 1985) é uma atriz brasileira.

## Biografia
Nascida em São Paulo, começou suas primeiras atividades artísticas com a dança aos 5 anos de idade.
Na adolescência, após as primeiras apresentações escolares, já tinha certeza que se tornaria atriz.
Entrou para a Escola A Casa do Teatro com supervisão de Lígia Cortez. Estudou em oficinas, cursos e workshops com diversos profissionais na área, até a formação em Artes Cênicas.
Seu primeiro trabalho profissional foi na série policial 9mm: São Paulo, onde deu vida à Núbia, uma garota de periferia envolvida com drogas.
Já na TV, estreou como uma das protagonistas de Salve Jorge, onde interpretou a prostituta traficada Waleska. Em 2015, interpretou a vilã Viviane, uma mulher gananciosa e dissimulada na novela Verdades Secretas. Em 2016, integrou o elenco da versão brasileira de Carinha de Anjo do SBT, interpretando a freira Luzia.

## Filmografia

### Televisão
| Ano       | Título             | Papel                         | Nota                   |
| --------- | ------------------ | ----------------------------- | ---------------------- |
| 2009      | 9mm: São Paulo     | Núbia                         |                        |
| 2010      | Tal Filho, Tal Pai | Cristiana Souza Santos (Cris) | Especial de fim de ano |
| 2012      | Salve Jorge        | Waleska                       |                        |
| 2015      | Verdades Secretas  | Viviane Gomes                 |                        |
| 2016-2018 | Carinha de Anjo    | Irmã Luzia                    |                        |
| 2023      | Reis               | Afra                          | Fase: "A Consequência" |

### Cinema
| Ano  | Título               | Papel          |
| ---- | -------------------- | -------------- |
| 2012 | Fui Comprar Cigarros | (Indisponível) |

## Teatro
| Peça             | Diretor         |
| ---------------- | --------------- |
| Oeste Verdadeiro | Olair Coan      |
| Casa de Bonecas  | Sérgio Ferraria |